# Hechizo (grupo musical)
Hechizo es una banda chilena de cumbia formada en Ovalle en 1996. Es uno de los grupos de cumbia de mayor reconocimiento en su país, principalmente por romper el paradigma imperante del tropical andino/sound al incorporar y lograr éxito con canciones originales, además de innovar en el sonido y la puesta en vivo. 
La agrupación desde sus comienzos ha mantenido la misma base de músicos compuesta por Mauricio Guerra (guitarra, compositor y productor tras su retiro), José "Charly" Pizarro y Mauricio "Cacho" Regodeceves (animación y coros), Carlos Campos (batería), Julio Araya (bajo) y Rodolfo Yáñez (teclados) y diversos cantantes ocupando el papel de vocalista siendo el más exitoso y recordado Felipe Caballero.

## Historia
El grupo tiene su origen en la agrupación tropical de Ovalle "Purpura" de donde provienen Rodolfo Yáñez, Julio Araya, Carlos Campos y José Pizarro; tras ello suman al guitarrista y compositor de esa ciudad Mauricio Guerra, Mauricio Regodeceves en animación y como primera voz Wilson Leiva. En sus primeras presentaciones en vivo ya llamaban la atención por basar su show en composiciones propias y evitar lo menos posible canciones de otros artistas; estas canciones eran trabajadas por Guerra que ya tenía experiencia escribiendo para otros grupos de la ciudad como el mismo "Purpura". Admiradores de la tradición tropical del país, Hechizo no cayó en la tentación de la música sound, ni en el pelo, ni el terraplén. Sin temores al fracaso, se arriesgaron por la cumbia romántica e imprimió un sello especial a sus composiciones, básicamente con una combinación de guitarra y teclados, basado fuertemente en sus composiciones originales.
No muchos apostaron por esta agrupación. Y parecía lógico, porque la segunda mitad de la década de los 90 estaba marcada por los compases recibidos de las bailantas argentinas o la mal llamada música sound/tropical andino, en la cual se englobaban todas las agrupaciones tropicales. Sus contagiosas composiciones conquistarían rápidamente los primeros lugares en las radios nacionales dedicadas a la música tropical. Luego de golpear muchas puertas esperando una oportunidad, el grupo firma con Naranja Récords el año 1997; sello que graba su primer álbum titulado simplemente "Hechizo". Durante ese año incorporan en la voz al joven de ese entonces 15 años Felipe Caballero.
En esa producción se destacaron las canciones "El tímido" y el súper éxito "La temporera", un tema emblemático en la historia de la música tropical chilena; tema que por su contenido social se ha mantenido en el tiempo y ha sido motivo de notas y reportajes. El hit no sólo se mantuvo en los primeros lugares, sino que además fue elegida como la canción del año 1998. Actualmente se ha convertido en prácticamente un segundo himno nacional pues representa a una gran cantidad de personas que se dedican a este rubro en todo el país. Y no sólo aquí, versiones de la temporera se hicieron también en Perú con el nombre "La provinciana".
En septiembre de 1999 salió al mercado su segundo disco, "Mirada azul". Con 12 temas originales, destacó el sencillo "Romance ilegal", un tema que cruzaría las fronteras de nuestro país. La producción alcanzó disco de oro a menos de un mes de su lanzamiento, mientras que el sencillo permaneció varias semanas en el número uno en las listas tropicales de radio Corazón y radio Amistad. 1999 fue un año que trajo muchas satisfacciones a "Hechizo" y a sus fanáticos; en julio se editó en Argentina una compilación titulada "Grandes Éxitos" con temas inéditos como "Me enamoré de ti", "Mi mejor canción de amor" y "Gitana". La recepción al otro lado de la cordillera fue bastante cálida, y el tema "Romance Ilegal" consiguió rotación en las radios de ese país.
En el mes de octubre de 1999, "Hechizo" inició una histórica gira por todo Chile, con más de 55 conciertos a lo largo del país. A estas alturas, "Hechizo" ya había logrado un particular y único estilo que los diferenciaba de los demás grupos de música tropical. Esto gracias al talento y originalidad de Mauricio Guerra, el guitarrista y principal compositor del grupo. Los festivales y eventos donde participa "Hechizo" dan cuenta del enorme éxito de la banda. Así, logran imponerse con su inconfundible sonido en el gusto popular como el grupo número uno de la movida tropical chilena, lo que queda de manifiesto en cada programa de televisión a los que son invitados, así como en la gran cantidad de páginas que les dedican diarios y revistas de todo Chile. Toda la fama alcanzada por "Hechizo" hizo que el sello Sony Music se interesara en su propuesta.
En agosto del año 2000, el grupo firma como artista exclusivo, convirtiéndose en un nuevo miembro del catálogo de la transnacional. Para octubre de ese año, graban el primer álbum para Sony Music, "Más vivo que nunca", una producción con sus más grandes éxitos en vivo, donde los temas fueron extraídos de importantes conciertos, disco que alcanzó récord de venta en todo el país. Además el tema "Mi mejor canción de amor" fue considerado el mejor tema del año en diferentes radios. Después de éste gran éxito, el grupo se internó en los estudios SONUS para grabar un nuevo y auspicioso álbum titulado "En manos del amor". Este disco sale a la venta en junio de 2001 y los chicos muestran nuevamente su talento no sólo en la composición sino además, en los novedosos arreglos que hicieron de las 15 canciones incluidas en esta producción.
En los años 2000 y 2001 la sociedad de periodistas de espectáculos de chile les otorga el premio "APES" al mejor grupo tropical del año. Premio que los enorgullece hasta el día de hoy. Del disco "En manos del amor” sonaron temas como “Estoy pensando en ti", "Atrapados", "Hablemos" y una versión en balada de  "Me enamore de ti", temas en las cuales resultaron de una inmejorable factoría pues les permitía a los músicos mostrar la diversidad de arreglos de los cuales se podía contar y mostrar.
Luego vino el disco "Tu punto débil", del cual se rescata el sencillo "Tu punto débil", "Dímelo" y temas como "Llanto minero" y "Primogénito" que venían a afianzar el hecho de no ser un grupo tropical más, sino un grupo que se dedicaba al tropical romántico y social. 
En el año 2003 nació el disco "De fiesta con Hechizo", un compilado de grandes éxitos que incluían 4 temas inéditos;  entre los cuales se incluía "Huellas de amor", uno de los últimos éxitos el cual rota en forma habitual en las emisoras del país. Tema que a su vez abrió el apetito compositor del resto de los integrantes ya sea de Rodolfo, Mauricio Regodeceves y Felipe. Además de "Huellas..", incluyen "Una montaña de besos", "Mi culpa" y "Se puede"
Al cabo de 10 años de vida se aleja de sus filas el fundador y creador de casi el 100% de los hits del grupo Mauricio Guerra, pero se aleja entre comillas pues se mantiene dentro de Hechizo componiendo y trabajando en taller para seguir la senda que formó. El día de hoy quien ejecuta la guitarra y el sonido tan característico es Patricio Tello, músico que ya empapado con este swing particular ha sabido mantener vivo el sonido Hechizo; este músico ya había trabajado con el grupo reemplazando a Guerra entre 1999 a 2000 grabando el álbum en vivo "Mas vivo que nunca" y los temas inéditos "Gitana" y Mi mejor canción".
En el año 2007 un gran cambio afectó al grupo, el cantante Felipe Caballero anuncia su retiro del grupo para iniciar su carrera como solista; incluso se lanzó el sencillo "Deja de llorar" preparando el camino para un nuevo disco siendo lo último que sacaron con su histórica voz. Esto llevó a la búsqueda de una nueva voz que mantuviera le senda ya formada por tantos años. Ya sea en la línea musical como también lo vocal. Así surge la incorporación de Alexis Codoceo, cantante ovallino que remó en este buque quizás muy grande para una persona tan joven. A pesar de todo supo dejar el nombre de Hechizo y también el de Ovalle donde se merece, en el mejor sitial. Con él se editó el disco Hechizo 12 años", que incluía la canción "No te dejes", muy entregado al momento social que ha estado sucediendo en Chile los últimos años.  
Cabe reconocer y además mencionar el manejo profesional que ha llevado el grupo al cabo de estos años de vida. Partiendo por Mauricio Guerra que de su mano surgió la idea de formar este grupo teniendo muy en cuenta que lo fundamental iba a ser la creación de un estilo propio con sus propias letras. Luego junto a Michel Catalán que fue afianzando esta carrera poniendo todo su entusiasmo y dedicación a este proyecto que iba creciendo. Luego vino el momento del profesionalismo junto a Melitón Vera con el cual surgieron nuevas posibilidades artísticas. Mencionar a Hugo Urrutia, creador de las coreografías que actualmente ejecuta el grupo, Ricardo Oyarzún quien en su momento creó la vestimenta del conjunto y además ser asesorado por Leo García un gran productor musical chileno, fueron algunas de sus gestiones.
El día de hoy ya entrando lo que es el año 2012 nuevos vientos soplan en la vida musical del grupo , Codoceo deja el grupo para seguir proyectos personales, lo que dio paso a la llegada de Delson Robledo, joven músico ovallino con una vasta experiencia en festivales en todo el país que ejecuta varios instrumentos; como la guitarra e instrumentos de viento nortinos los cuales están ayudando a seguir innovando en cuanto a la musicalidad del grupo. 
El 2014 Hechizo lanzó al mercado el disco "Por siempre tu hechizo" el cual logró gran éxito gracias a su originalidad. Destacaron los éxitos "La ley del amor", "Pagaré", "Perdón y Olvido", entre otros.
El año 2016 la agrupación cumplió 20 años de vida de un esforzado trabajo musical iniciado en Ovalle, Cuarta Región, la ciudad natal de sus integrantes. En 2018 Robledo abandona el grupo para tener nuevas experiencias musicales y es reemplazado por  "Kike Rodriguez" quien se mantiene hasta enero de 2022 cuando abandona la banda producto debido a que no decidió a vacunarse en medio de la pandemia por el COVID-19, siendo reemplazado por Mario Aracena

## Discografía

### Álbumes De Estudio
- 1997: Grupo Hechizo (Naranja Records)
- 1998: Mirada Azul (Naranja Records)
- 2001: En manos del amor (Calipso Records/Sony Music)
- 2002: Tu punto débil (Sony Music)
- 2008: No te dejes (Universo Producciones)
- 2014: Por siempre tu hechizo (Leader Music)

### Recopilatorios
- 1999: Grandes éxitos (Calipso Records)
- 2000: Más vivo que nunca (Sony Music)
- 2003: De fiesta con Hechizo (Sony Music)

### DVD en vivo
- 2012: Solo éxitos (Universo Producciones)

## Reconocimientos
- Premio APES Mejor grupo tropical del año (2000-2001)
- Premio Copihue de oro , al mejor grupo tropical 2006